# Chancala Río Seco
Chancala Río Seco är en ort i Mexiko.   Den ligger i kommunen Palenque och delstaten Chiapas, i den sydöstra delen av landet, 800 km öster om huvudstaden Mexico City. Chancala Río Seco ligger 205 meter över havet och antalet invånare är 183.
Terrängen runt Chancala Río Seco är lite kuperad. Runt Chancala Río Seco är det ganska glesbefolkat, med 32 invånare per kvadratkilometer. Närmaste större samhälle är La Cascada, 3,0 km söder om Chancala Río Seco. I omgivningarna runt Chancala Río Seco växer i huvudsak städsegrön lövskog.